# Svenja Weger
Svenja Weger (Heidelberg, 4 de septiembre de 1993) es una deportista alemana que compitió en vela en la clase Laser Radial. Ganó una medalla de oro en el Campeonato Europeo de Laser Radial de 2014.

## Palmarés internacional
| \| Campeonato Europeo \| Campeonato Europeo \| Campeonato Europeo \| Campeonato Europeo \| \| Año \| Lugar \| Medalla \| Clase \| \| ------------------ \| ------------------ \| ------------------ \| ------------------ \| \| 2014 \| Split (Croacia) \| Medalla de oro \| Laser Radial \| |                 |                |              |
| Campeonato Europeo |                 |                |              |
| Año | Lugar           | Medalla        | Clase        |
| 2014 | Split (Croacia) | Medalla de oro | Laser Radial |